# Ferrari 296 GT3

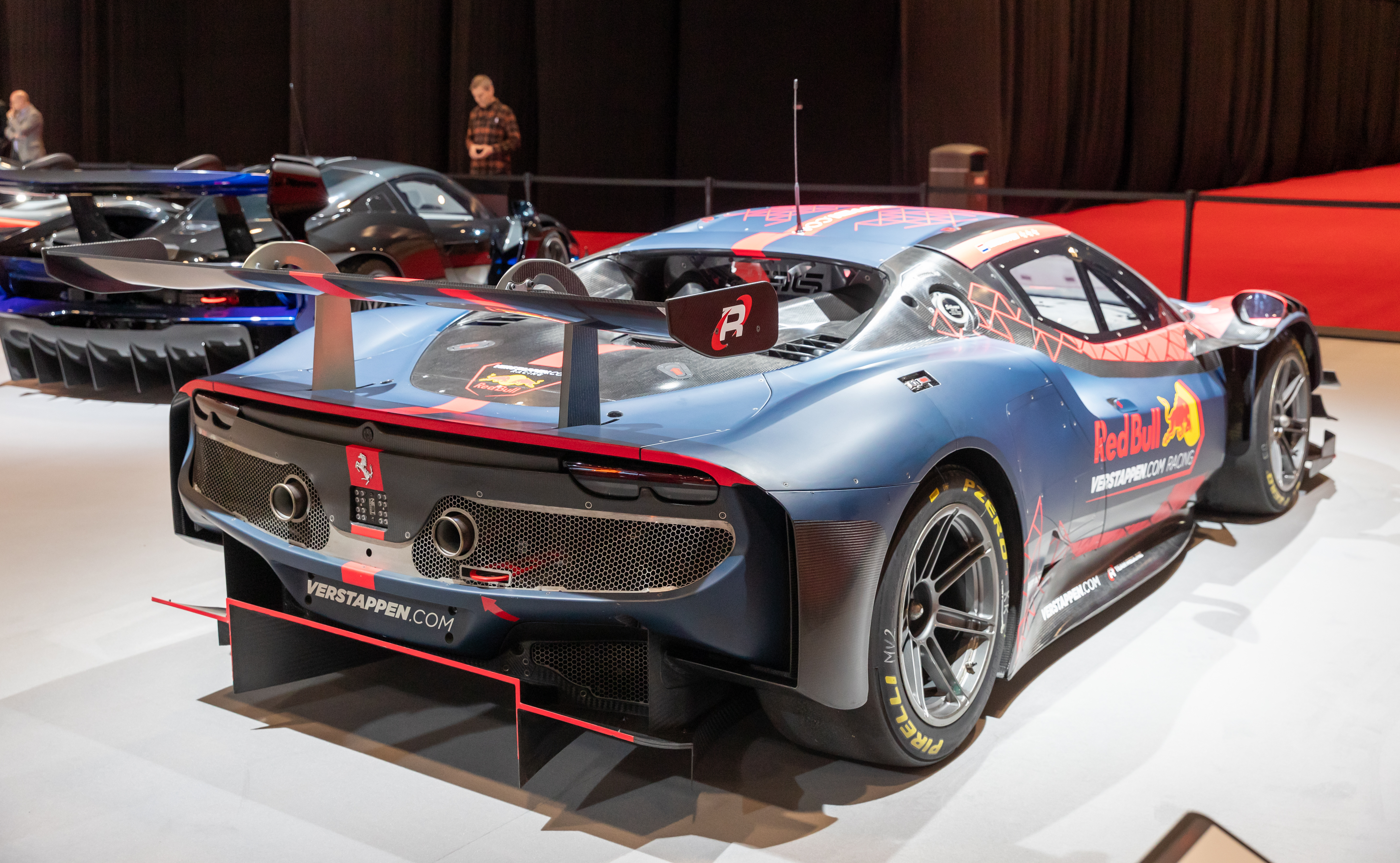
Heck des 296 GT3

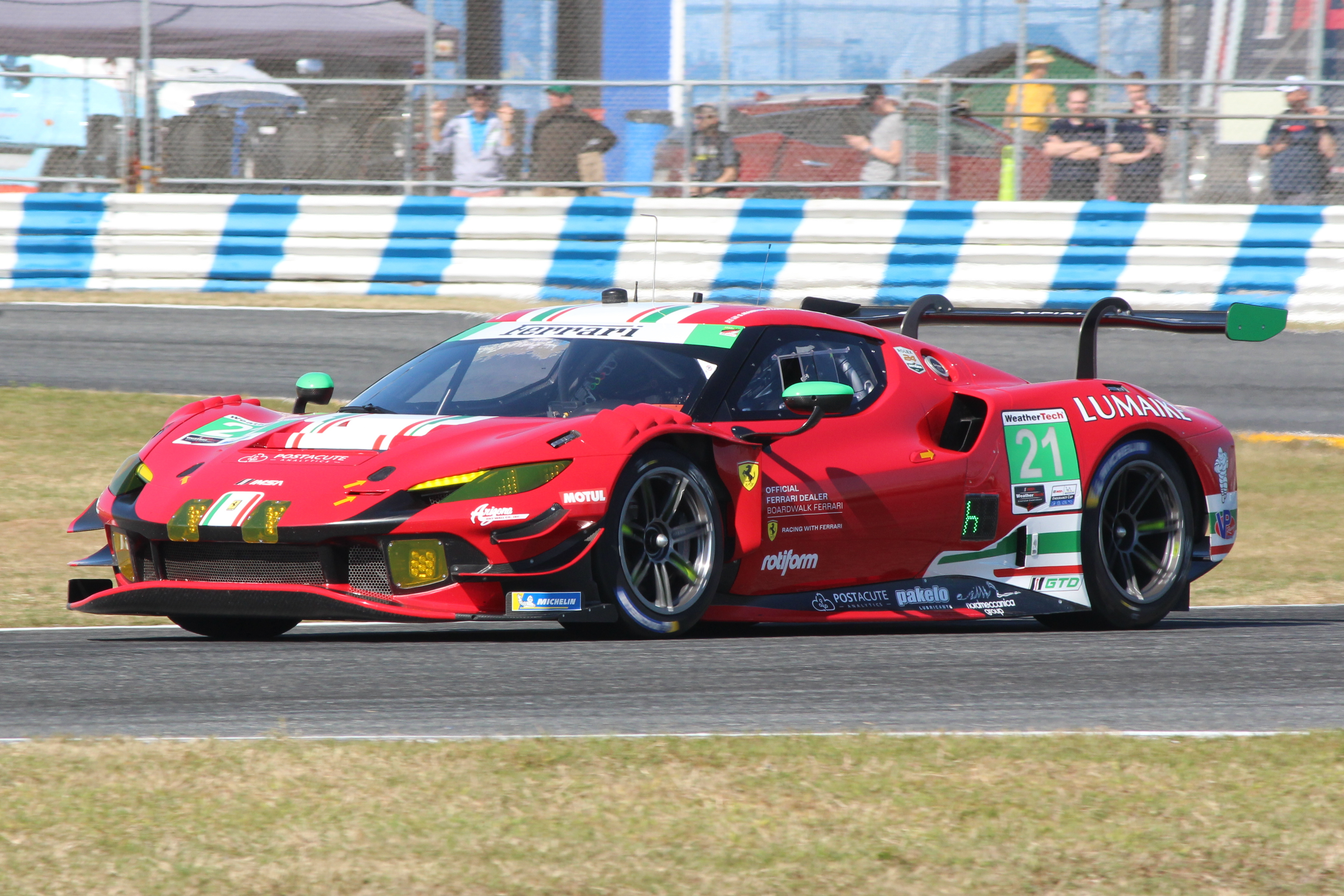
Ferrari 296 GT3, beim Training in Daytona 2023

Der Ferrari 296 GT3 ist ein Rennwagen des italienischen Automobilherstellers Ferrari, der das Reglement der Gruppe GT3 der FIA erfüllt. Als Basis dient der Ferrari 296. Sein Renndebüt hatte der Ferrari 296 GT3 beim 24-Stunden-Rennen von Daytona 2023.

## Beschreibung
Der 296 GT3 wurde im Jahr 2023, als Nachfolger des Ferrari 488 GT3, vorgestellt. Der 4,57 m lange 296 GT3 hat einen 3-Liter-V6-Motor mit Turbolader. Sein Zylinderbankwinkel beträgt 120 Grad. Die Leistung von 441 kW (600 PS) wird bei 7250/min abgegeben. Das Drehmoment beträgt bei 5500/min 710 Nm. Zu den weiteren technischen Veränderungen gegenüber dem Vorgänger 488 GT3 zählt unter anderem ein abgesenkter Schwerpunkt, was die Verwindungssteifigkeit um 10 % verbessert. Zudem gelang es den Abtrieb um ca. 20 % zu erhöhen.

## Erfolge
- Gesamtsieg 24-Stunden-Rennen auf dem Nürburgring 2023[3]
- Klassensieg GTE-Pro 24-Stunden-Rennen von Daytona 2024[4]
- Klassensieg LMGT3 6-Stunden-Rennen von Fuji 2024[5]
- Klassensieg LMGT3 8-Stunden-Rennen von Bahrain 2024[6]

## Einsatzserien
- ADAC GT Masters
- DTM
- FIA-Langstrecken-Weltmeisterschaft (FIA-WEC)
- GT World Challenge Europe Endurance Cup
- GT World Challenge Europe Sprint Cup
- IMSA WeatherTech SportsCar Championship